# فيصل الشعلان
الأمير فيصل الشعلان ولد في 5 يناير 1987 في الرياض هو فارس سعودي. حصل على عدة ميداليات في عدة أحداث لقفز الحواجز، بما في ذلك ذهبية للمنتخب الوطني في عام 2011 في دورة الألعاب العربية في الدوحة، قطر. فاز أيضا بميدالية فضية في مسابقة الفرق لقفز الحواجز في دورة الألعاب الآسيوية 2014 في إنتشون، كوريا الجنوبية. كما فاز بميداليات ذهبية في ألعاب التضامن الإسلامي 2005.

## روابط خارجية
- فيصل الشعلان على موقع أوليمبيديا (الإنجليزية)